# Borzna
Borzna (in ucraino Борзна?; in russo Борзна?) è una città ucraina (9454 abitanti) nel distretto di Nižyn, nell'oblast' di Černihiv. Ospita l'amministrazione della comunità territoriale di Borzna, una delle comunità territoriali dell'Ucraina.
Fino al 18 luglio 2020 Borzna apparteneva al distretto di Borzna. Il distretto è stato abolito nel luglio 2020 come parte della riforma amministrativa dell'Ucraina, che ha ridotto a cinque il numero dei distretti dell'oblast' di Černihiv. L'area del distretto di Borzna è stata fusa nel distretto di Nižyn.